# Linia kolejowa Betanzos Infiesta – Ferrol
Linia kolejowa Betanzos Infiesta – Ferrol – linia kolejowa w północno-zachodniej Hiszpanii, w Galicji o długości 42,882 km, łącząca Betanzos Infiesta z Ferrol. Jest to linia drugorzędna, w całości jednotorowa i niezelektryfikowana.
Połączenie między Betanzos a Ferrol zostało zainaugurowane 2 lutego 1912 z okazji przyjazdu do Ferrol króla Alfonsa XIII na wodowanie pancernika, linia wtedy była jeszcze w trakcie budowy. Oficjalne zakończenie prac i otwarcie linii nastąpiło 5 maja 1913.